# Stille Nacht – Ein Lied für die Welt
Stille Nacht – Ein Lied für die Welt (Silent Night – A Song for the World) ist ein Musikfilm des österreichischen Regisseurs Hannes M. Schalle. Der Film um das 200 Jahre alte Weihnachtslied Stille Nacht, heilige Nacht wurde am 18. Dezember 2018 beim BR erstmals ausgestrahlt.

## Handlung
Der Film Stille Nacht – Ein Lied für die Welt erzählt die Geschichte von der Entstehung des Liedes Stille Nacht, heilige Nacht am Heiligabend 1818 durch Franz Xaver Gruber und Joseph Mohr bis zu seiner heute weltweiten Bekanntheit und Beliebtheit. Dabei wird auch die Bedeutung des Liedes für den Weihnachtsfrieden im Ersten Weltkrieg am 24. Dezember 1914 zur Sprache gebracht und in Szene gesetzt.
Kelly Clarkson und Joss Stone haben für diesen Film ihre eigene Version eingesungen. Außerdem erzählen Josh Groban, Anggun, Lina Makhoul, Victoria Dayneko, The Tenors, Gavin Rossdale und David Foster, welche Bedeutung das Lied für sie hat, oder steuern neu produzierte Lieder wie Come All You Faithful, Christmas Wishes und And So this is Christmas bei. Der Tenor Rolando Villazon singt ein klassisches Weihnachtslied. Mit dabei sind das Mozarteumorchester Salzburg und die Wiener Sängerknaben und vertreten sind Premieren Songs von DJ Ötzi und Die Seer.
Nacherzählt wird die Geschichte vom österreichischen Schauspieler Peter Simonischek. Es wurde an originalen Schauplätzen und in Studios in Salzburg, New York, London, Toronto, Jerusalem, Moskau, Paris und Los Angeles gedreht.